# 1407 Lindelöf
1407 Lindelöf là một tiểu hành tinh vành đai chính với chu kỳ quỹ đạo là 1676.6949325 ngày (4.59 năm).
Tiểu hành tinh được phát hiện ngày 21 tháng 11 năm 1936.